# Chany Suárez

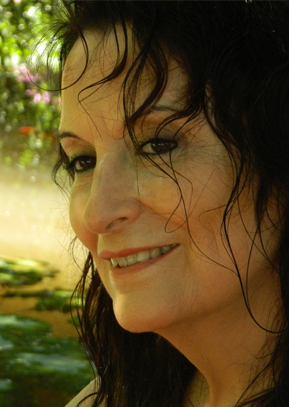
Chany Suárez

Chany Suárez (* 19. Februar 1950 in Capitán Sarmiento, Buenos Aires) ist eine argentinische Sängerin.

## Leben
Suárez debütierte 1968 als professionelle Sängerin in ihrem Heimatort. 1972 trat sie beim Festival de Villa María auf, 1974 entstand ihr erstes Soloalbum Me gusta andar, auf der sie Kompositionen von Patricio Mans, Gustavo Leguizamón, Jaime Dávalos, Manuel J. Castilla, Armando Tejada Gómez, Hamlet Lima Quintana, Damián Sánchez, Pepe Núñez, Marcos Velázquez, Julio Lacarra, Horacio Peñalva, Tono Baez und Daniel Homer sang.
Für das Album No te rindas erhielt Suárez 1983 den Premio Prensario. 1985 nahm sie in New York mit den Latin-, Jazz- und Fusionmusikern Jorge Dalto, Eddie Gomez, Peter Erskine und Carlos Valdez das Album Horizontes auf. Beim Festival Cosquin de la Canción 1986 erhielt sie den Ersten Preis. 1995–97 unternahm sie erneut Konzertreisen durch die USA, 1986 trat sie in einer Aufführung von Händels Messiaa mit dem Sinfonieorchester und Chor von Santa Fe auf.
In Brasilien nahm Suárez am Foro Social Mediterráneo (2000) und dem Encuentro Global Jubileo Sur (2003) teil. 2002 wurde sie mit dem Candil de Kilmes de Honor ausgezeichnet. Im gleichen Jahr ernannte sie ihre Heimatstadt zur Ehrenbürgerin. 2004 veröffentlichte sie María Florida ein Album für Kinder. Im Folgejahr erhielt sie den Premio Konex in der Kategorie weibliche Folkloresängerin.

## Diskographie
- Soloalben
  - Me gusta andar, 1975
  - En caso de vida, 1976
  - Juguetes en la vereda, 1979
  - Abierto al júbilo, 1980
  - No te rindas, 1982
  - Chany Suárez, 1984
  - mujer/MUJER, 1984
  - Horizontes, 1985
  - Con los pies en la tierra, 1986
  - Cada uno de nosotros, 1995
  - Chany...y el amor, 2000
  - No te rindas, 2003
  - María Florida, 2004
  - Con esa luz – Tributo a Carmen Guzmán, 2009

- mit anderen Musikern
  - César Isella: Hombre en el tiempo, 1971
  - Litto Nebbia: El bazar de los milegros, 1976
  - César Isella: Para volver cantando. 1983
  - César Isella: Frágil Amenecer. 1984
  - Un Tributo a Astor Piazzolla (mit Osvaldo Pugliese, Eladia Blázquez, Raúl Garello, dem Sexteto Mayor und José Angel Trelles), 1984
  - Francisco Heredia, 1985
  - Reunión en libertad (mit Litto Nebbia, dem Cuarteto Vocal ZUPAY, Soledad Bravo, Marcelo San Juan und José Carbajal), 1985
  - Daniel Homer: Codobalgia, 1991
  - César Isella: Voces. 1995
  - Julio Lacarra: Juntasueños, 1995
  - Homenaje a Armando Tejada Gómez (mit Mercedes Sosa, Víctor Heredia, Julio Lacarra, Eladia Blázquez, Hamlet Lima Quintana, Teresa Parodi, Inda Ledesma, Oscar Cardozo Ocampo, Suna Rocha, Rafael Amor, León Gieco u. a.), 1999
  - De aquí en más – volumen 2 – en vivo La Scala de San Telmo, 2000
  - Feria de Mataderos Vol. 1 (mit Atahualpa Yupanqui, Cuchi Leguizamón, Carmen Guzmán, Zuma Paz, Marián Farías Gómez, Melania Pérez, Coqui Sosa, Julio Lacarra, Omar Moreno Palacios, Alfredo Abalos, Tomás Lipán, Laura Albarracín, Suna Rocha, Mónica Abraham u. a.), 2003
  - Julio Lacarra: Somos Ríos. 2003
  - Victor Heredia: Tiernamente Amigos, 2005
  - César Isellaq: La historia del folklore. 2005
  - Claudia Madeo: Resolana, 2006